# 陈荷夫
陈荷夫（1921年7月6日-2020年9月27日），河南省尉氏县胡陈村人，汉族，中共党员。1933年毕业于洧川中学（现尉氏三中洧川校区），中国社会科学院政治学研究所离休干部，宪法学、政治学研究者。
人物生平
1939年8月加入民族解放先锋队，参加革命。在中国共产党领导下，从事抗日工作，以陈克胥、陈迈的名字进行长达十年的地下革命斗争，先后任民先队长、绵阳国立六中青救会全校领导核心成员。
1941年，遭国民党反动派逮捕入狱三个月。出狱后，为中共南方局武汉大学工作据点负责人。
1947年2月，他在太行解放区晋冀鲁豫城工部入党。入党后，重返白区做革命地下工作，打入国民党国防部做情报工作。由于党组织遭到破坏，党调他到上海工作。担任地下中国学联党组成员组织部长。
1949年3月北京（北平）和平解放后，被派到北京从事接收工作，担任工作组长。后又参加解放区土地改革工作，先后担任工作队队长、片长，因工作成绩优异被授予土改工作奖章。土改工作结束后，调到团中央组织部工作，先后担任科长、处长等职务。
1955年到北京大学法律系从事教学和科研工作，主要讲授中国国家法和国际政治。
1976年调中国社会科学院科研局任司局级学术秘书，从事科研管理工作。后调大百科全书编辑部主持编写中国大百科全书政治学卷，享受国务院特殊津贴。1989年12月离休，享受副部级医疗待遇。
著述与评价
陈老专长法学、政治学，喜古典诗词。
著作有《中国宪法类编》《土地与农民》《选举漫语》《论中国民主政治》《张友渔文选》《政法辞书》《中华百年英杰词典》《陈荷夫诗文集》，在99岁高龄时，完成最后一部著作《终搏集》。
2015年，出版界、社团界代表推举他为“中国艺圣”。
2018年，金砖五国艺术界活动中，中国国际艺术网授予他“金砖艺术家”荣誉称号。